# Viktor Lodin
Viktor Erik Gustaf Lodin, född 2 juni 1999 i Leksand, är en svensk professionell ishockeyspelare. Lodin har tidigare spelat för bland annat Leksands IF och Örebro Hockey. Från säsongen 2024/2025 spelar Lodin för Färjestad BK. Han draftades i fjärde rundan som 94:e totalt av Ottawa Senators vid NHL Entry Draft 2019.

## Spelarkarriär
År 2018 skrev Lodin ett tvåårskontrakt med Örebro Hockeys A-lag. Lodin tillhörde Örebros organisation fram till och med säsongen 2019/2020, då han inte fick förlängt kontrakt. Istället blev det officiellt den 27 juli 2020 att han skrev på ett kontrakt över säsongen 2020/2021 med Timrå IK. I slutet av augusti 2020 åkte en Timrå IK-spelare åkte fast för narkotikabrott. Den 4 september 2020 trädde Lodin fram som den person som använt narkotika, genom att be om ursäkt till föreningen Timrå IK, samt dess samarbetspartners, fans, medlemmar. Där han bland annat lovade att deltaga i föreningens arbete mot droger och rent spel.
Till säsongen 2023-24 skrev han på ett tvåårskontrakt med Oskarshamn IK. Under 2023 trädde Lodin åter fram igen efter att hans namn funnits med på en lista på personer som swishat till en misstänkt langare. Föreningen Oskarshamns IK och Lodin gjorde ett uttalande på föreningens hemsida där det förklarades att han genomgått behandling och fått en plan för att jobba mot en positiv framtid. Efter Oskarshamns förlust i SHL-kvalet säsongen 2023/24 och degradering till Hockeyallsvenskan bröts Lodins kontrakt och han skrev inför säsongen 2024-25 på ett ettårskontrakt med Färjestad BK.

## Statistik

### Klubbkarriär
| 2016–17    | Örebro HK           | J20        | 5   | 0  | 1  | 1  | 4  | —  | — | — | —  | —  |
| 2017–18    | Örebro HK           | J20        | 44  | 13 | 20 | 33 | 60 | 6  | 3 | 6 | 9  | 10 |
| 2018–19    | Örebro HK           | J20        | 18  | 7  | 11 | 18 | 72 | 4  | 4 | 4 | 8  | 4  |
| 2018–19    | Örebro HK           | SHL        | 41  | 1  | 4  | 5  | 14 | 2  | 0 | 0 | 0  | 2  |
| 2019–20    | Örebro HK           | SHL        | 22  | 0  | 4  | 4  | 2  | —  | — | — | —  | —  |
| 2019–20    | HC Vita Hästen      | Allsv      | 18  | 3  | 5  | 8  | 4  | 1  | 0 | 0 | 0  | 2  |
| 2020–21    | Timrå IK            | Allsv      | 47  | 14 | 26 | 40 | 20 | 13 | 4 | 5 | 9  | 8  |
| 2021–22    | Timrå IK            | SHL        | 44  | 12 | 15 | 27 | 45 | 4  | 0 | 1 | 1  | 4  |
| 2021–22    | Belleville Senators | AHL        | 10  | 5  | 3  | 8  | 2  | —  | — | — | —  | —  |
| 2021–22    | Ottawa Senators     | NHL        | 1   | 0  | 0  | 0  | 0  | —  | — | — | —  | —  |
| 2022–23    | Belleville Senators | AHL        | 28  | 6  | 9  | 15 | 34 | —  | — | — | —  | —  |
| 2023–24    | IK Oskarshamn       | SHL        | 40  | 11 | 20 | 31 | 32 | 7  | 5 | 5 | 10 | 12 |
| SHL totalt | SHL totalt          | SHL totalt | 147 | 24 | 43 | 67 | 93 | 13 | 5 | 6 | 11 | 18 |
| NHL totalt | NHL totalt          | NHL totalt | 1   | 0  | 0  | 0  | 0  | —  | — | — | —  | —  |